# Ricardo Clark
Ricardo Anthony Clark, född 10 februari 1983 i Atlanta, Georgia, USA är en amerikansk före detta fotbollsspelare som senast spelade för den amerikanska klubben Columbus Crew SC. Han har även spelat för USA:s fotbollslandslag.